# SAP NetWeaver Business Intelligence
SAP Business Warehouse (kurz BW) ist die Data-Warehouse-Anwendung (kurz DW) der SAP SE und Teil von SAP NetWeaver. BW besteht unter anderem aus Komponenten zum Datenmanagement (Data Warehousing Workbench), zur Definition von Benutzerabfragen über einen OLAP-Prozessor (Business Explorer, kurz BEx), aus einer Data-Mining-Umgebung (Analyseprozessdesigner, kurz APD) und einer Komponente zur Kontrolle der Ladeprozesse. Die derzeitige Version der Business-Intelligence-Lösung von SAP hat die Releasenummer 7.5 und ist Teil des SAP NetWeaver 7.5.

## Anwendung
BW wird besonders häufig für DW-Anwendungen (Reporting) im SAP-ERP-Umfeld eingesetzt, da BW im sogenannten Business Content vorgefertigte ERP-Extraktoren sowie zugehörige Datenelemente, OLAP-Würfel und Berichte enthält. Dadurch soll eine schnellere Entwicklung von Data-Warehouse-Anwendungen möglich sein. BW ist integraler und kostenloser Bestandteil mehrerer SAP-Lösungen. Der dadurch vor allem in Deutschland sehr hohe Marktanteil bewegt viele Unternehmen dazu, SAP BW als einheitliche Business Intelligence Plattform für das gesamte Unternehmen einzuführen. Weitere Vorteile von BW sind die Integration mit Microsoft Excel und die JavaScript-fähige browserbasierte Auswertung. Produkte anderer Business-Intelligence-Anbieter werden teilweise ergänzend zu BW als Frontends eingesetzt.
Für den Endbenutzer, der Berichte erstellt oder auswertet, gibt es mehrere von SAP mitgelieferte Anwenderprogramme, die unter dem Oberbegriff Business Explorer (BEx) zusammengefasst werden. Der BEx Analyzer besteht im Wesentlichen aus VBA-Makros für Microsoft Excel. Unabhängig von Excel laufen die folgenden Programme: Der BEx Web Application Designer zur Gestaltung von Web-Templates mit interaktiven Elementen, der BEx Report Designer für spezifisch formatierte Berichte und der BEx Information Broadcaster zum Vorberechnen und Versenden von Berichten.
In den nächsten Jahren sollen die BEx-Werkzeuge durch Komponenten von Business Objects ergänzt und später ersetzt werden. Die direkte Anbindung von Xcelsius 2008 an das BW ist bereits jetzt möglich.

## Versionen
Die erste Version des Produktes wurde 1997 unter dem Namen Business Warehouse Information System herausgebracht. Seit damals hat sich die Produktbezeichnung mehrmals geändert.
| Name | Version | Release-Datum  |
| ---- | ------- | -------------- |
| BIW  | 1.0E    | 1997           |
| BIW  | 1.2A    | Oktober 1998   |
| BIW  | 1.2B    | September 1999 |
| BIW  | 2.0A    | Februar 2000   |
| BIW  | 2.0B    | Juni 2000      |
| BIW  | 2.1C    | November 2000  |
| BW   | 3.0A    | Oktober 2001   |
| BW   | 3.0B    | Mai 2002       |
| BW   | 3.1     | November 2002  |
| BW   | 3.1C    | Mai 2003       |
| BW   | 3.3     | Oktober 2003   |
| BW   | 3.5     | April 2004     |
| BI   | 7       | Juli 2005      |
| BW   | 7.3     | Juli 2011      |
| BW   | 7.4     | Dezember 2013  |
| BW   | 7.5     | Oktober 2015   |

## Anbindung von Datenquellen
Folgende Möglichkeiten bestehen, um Datenquellen anzubinden:
- BI Service API (S-API): Direkte Anbindung von SAP-Quellsystemen mit der Service-API der SAP
- Dateischnittstelle: Automatischer Import von Dateien im CSV- oder ASCII-Format
- DB Connect: Zugriff auf andere Datenbanken über SAP-spezifische Database Shared Libraries (DBSL)
- Universal Data Connect: Zugriff auf relationale oder mehrdimensionale Datenquellen auf Basis einer J2EE Connector Architecture
- Web Services: Anbindung von XML-Datenströmen über das Protokoll SOAP